# Arnold Regel
Arnold Edouardovitch Regel (en russe : Арно́льд Эдуа́рдович Ре́гель, né en 1856 et mort en 1917) est un jardinier et dendrologue allemand devenu sujet de l'Empire russe. C'est le fils du directeur du jardin botanique impérial de Saint-Pétersbourg de 1875 à 1892, Eduard von Regel.

## Carrière
Arnold Regel est l'auteur de parcs paysagers et de jardins d'ornement. Il fait une carrière d'architecte paysagiste, après avoir fondé sa propre compagnie Regel et Kesselring, et fait paraître des ouvrages sur l'art des jardins dont le plus connu est L'Art du jardinage et les jardins d'ornement, paru en 1896, qui devient alors le livre de référence des créateurs et amateurs de jardin de la fin de l'époque impériale russe avec historiques et conseils. Il a été réédité en 1990.
Parmi les parcs qu'il a créés, l'on peut citer le parc de Voronovo, le parc de la villa Ala-Kiriola ou le parc du général Dratchevski dans sa propriété de Sloutchaïnoïe située sur les collines bordant la Mzymta à trois kilomètres d'Adler, et conçu en 1910. C'est aujourd'hui un jardin botanique intitulé parc dendrologique des plantes de cultures méridionales.

## Quelques publications
- Туземные и пришлые культурные растения верховьев Аму-Дарьи. [Plantes indigènes et cultures introduites des hauteurs de l'Amou-Daria.
- Изящное садоводство и художественные сады. Историко-дидактический очерк [L'Art du jardinage et les jardins d'ornement]. — Saint-Pétersbourg: éditions G.B. Winkler, 1896. — 448 pages.